# Diceratostaura fuscata
Diceratostaura fuscata är en fjärilsart som beskrevs av Talbot 1929. Diceratostaura fuscata ingår i släktet Diceratostaura och familjen tandspinnare. Inga underarter finns listade i Catalogue of Life.